# Obed-Edom
Obed-Edom (hebräisch Owed Edom) ist im Alten Testament der Name eines Mannes aus Gat, in dessen Haus König David die Bundeslade abstellt.

## Etymologie
Der Name Obed-Edom bzw. Owed Edom (hebräisch עֹבֵד אֱדֹם Owed Edom) setzt sich aus Owed, einem aktiven Partizip, was so viel wie „einer, der dient“ bedeutet, und dem Eigennamen Edom zusammen. Edom bezeichnet zum einen ein Nachbarvolk Judas, zum anderen aber auch einen Gott, was bei diesem Namen wohl gemeint ist. Er bedeutet also wörtlich „einer, der Edom dient“.
In der Septuaginta wird der Name sowohl mit Αβδεδωμ Abdedom wiedergegeben als auch mit der Variante Αββεδαρα(μ) Abbedara(m), bei Josephus erscheint der Name darüber hinaus in der Form Ωβαδαδομος Ōbadadomos. Walter Dietrich zufolge könnten die Umformungen des Namens auch den Versuch dargestellt haben, den Makel zu verbergen, dass der Träger des Namens Obed-Edom kein Verehrer JHWHs gewesen wäre.

## Biographie
Obed-Edom wird in 2 Sam 6,10  als Gatiter erwähnt. Als König David die Bundeslade nach Jerusalem überführen wollte, kam es zu einem Zwischenfall: Auf der Tenne Nachons glitten die Zugrinder des Wagens aus, auf dem sich die Lade befand. Als Usa nach der Lade griff, um sie festzuhalten, ließ Gott ihn sterben, weil er die Lade nicht hätte berühren dürfen. Daraufhin fürchtete sich David davor, die Lade bis Jerusalem zu bringen, und brachte sie stattdessen in das Haus Obed-Edoms. Dort blieb die Lade drei Monate und brachte diesem und seinem Haus Segen, was durchaus materiell zu verstehen ist. Nach den drei Monaten ließ David die Lade in die Stadt holen.

## Weitere Namensträger
Ein weiterer Obed-Edom, vielleicht aber doch derselbe, ist nach 1 Chr 15,18  der Stammvater einer Familie von Torhütern oder Tempelsängern. Ferner erwähnt 2 Chr 25,24  einen Obed-Edom als Hüter des Tempelschatzes unter dem König Amazja.